# Häusliche Gewalt in Russland
Häusliche Gewalt stellt in Russland ein weit verbreitetes Problem dar. In weiten Teilen der russischen Gesellschaft wurde und wird Gewalt in der Familie jedoch nicht als solches wahrgenommen.
Verlässliche Daten zur genauen Zahl der Opfer häuslicher Gewalt existieren nicht, jedoch schätzen Menschenrechtsorganisationen, dass jede dritte Frau in der Russischen Föderation mindestens einmal in ihrem Leben Gewalt durch ihren Partner oder Ehemann erleidet. Häusliche Gewalt ist seit 2017, solange keine schweren körperlichen Schäden oder der Tod des Opfers eintritt, nicht mehr in Russland strafbar. Opfer häuslicher Gewalt bekommen weder rechtlichen Schutz noch Hilfe durch die Polizei oder vom russischen Staat und die Täter werden per Gesetz vor Strafverfolgung geschützt.
Beispielsweise existieren in Russland keine Schutzanordnungen, die es einem Täter untersagen würden, sich dem Opfer zu nähern oder sich in der gleichen Wohnung aufzuhalten.

## Situation in Russland
Es existiert zurzeit (Stand: Ende 2019) in Russland kein spezielles Gesetz gegen häusliche Gewalt. Seit Mitte der 1990er-Jahre versuchen Frauenrechtsorganisationen, die Situation zu verbessern und ein Gesetz gegen häusliche Gewalt zu schaffen, wie es in 145 anderen Staaten der Welt und in den meisten ehemaligen UdSSR-Staaten existiert – doch mit 42 gescheiterten Gesetzesentwürfen ist Russland bis heute erfolglos.
Staatlichen russischen Statistiken zufolge gab es im Jahr 2015 knapp 50.000 Vergehen, bei denen Gewalt in der Familie eine Rolle spielte. Bei knapp 36.000 davon richtete sich die Gewalt gegen eine Frau. Laut Amnesty International werden allein jeden Tag etwa 36.000 Frauen in Russland von ihren Lebenspartnern misshandelt. Regionalen Studien zufolge werden jährlich etwa 600.000 Frauen in Russland geschlagen.
Den Vereinten Nationen zufolge werden jedes Jahr in Russland 14.000 Frauen von ihrem Ehemann/Partner oder anderen Verwandten umgebracht. Zusätzlich töteten 3000 Frauen ihren Lebensgefährten, in 90 % der Fälle versuchten die Frauen, so der häuslichen Gewalt seitens ihres Partners zu entrinnen.
Laut russischem Innenministerium geschehen 40 % aller Gewaltverbrechen in Russland in den eigenen vier Wänden. Über zwei Drittel der vorsätzlichen Morde und schweren Körperverletzungen treten innerhalb der Familie auf. Häusliche Gewalt gegen Frauen existiert in Russland in jeder sozialen Schicht und in jeder ethnischen Gruppe. Oft tragen Alkoholismus, Armut oder die vielerorts prekären Wohnverhältnisse zu höherer Gewaltbereitschaft bei.

## Der Einfluss von Alkohol
In einer im Jahr 2004 veröffentlichten Studie über häusliche Gewalt in der Zentralen Schwarzerde-Region Russlands waren 77 % der Straftäter (Gewaltverbrechen ausgehend von Familienmitgliedern) häufige Trinker, 12 Prozent tranken regelmäßig (drei- oder viermal im Monat), 30 Prozent dreimal pro Woche oder mehr und 35 Prozent jeden Tag oder fast jeden Tag.

## Zivilgerichtlicher Schutz
Trotz vieler Reformversuche gibt es in Russland bislang kein Gewaltschutzgesetz, nach dem Zivilgerichte einen Platz- bzw. Wohnungsverweis oder ein Kontaktverbot aussprechen könnten.

## Offizielle Statistiken (2008)
Offizielle Statistik für das Jahr 2008:
- In jeder vierten Familie kommt häusliche Gewalt vor.
- Zwei Drittel der vorsätzlichen Morde werden in der Familie begangen.
- Bis zu 40 Prozent aller schweren Gewaltverbrechen gehen von Familienmitgliedern des Opfers aus.

## Änderungsgesetz vom 7. Februar 2017 zur Entkriminalisierung häuslicher Gewalt
Im März 2017 unterzeichnete Präsident Wladimir Putin ein Gesetz zur Änderung des Art. 116 des russischen Strafgesetzbuches (StGB RF). Diese Änderung führte dazu, dass Übergriffe auf „nahe Angehörige“ wie Eheleute, leibliche und Adoptivkinder, Eltern, Großeltern, Enkel oder Geschwister, die zwar Schmerzen, blaue Flecken oder Schürfwunden verursachen, aber keine bleibenden Schäden hinterlassen, nicht mehr mit strafrechtlichen Konsequenzen bedroht werden, sondern nur noch eine Ordnungswidrigkeit darstellen. Körperverletzung in der Familie kann als Ordnungswidrigkeit mit Geldbußen bis zu 30.000 Rubel (umgerechnet ca. 500 Euro) oder mit Ordnungshaft bis zu 15 Tagen geahndet werden, im Wiederholungsfall als Straftat mit Arrest bis zu drei Monaten. Tätlichkeiten mit leichtem Schaden für die Gesundheit gemäß Art. 115 Abs. 1 StGB RF gegenüber jedermann werden mit Arrest bis zu 4 Monaten bestraft, Tätlichkeiten mit oder ohne leichten Schaden für die Gesundheit aus rowdyhaften Motiven oder politischem, ideologischem, rassistischem, nationalem oder religiösem Hass gegenüber jedermann gemäß Art 115 Abs. 2 bzw. Art. 116 StGB RF mit Freiheitsstrafe bis zu 2 Jahren. Art. 115 und Art. 116 StGB RF sind Antragsdelikte.

## Gesellschaftliche Verurteilung von häuslicher Gewalt nach Altersgruppe
| 18 – 25 Jahre | 26 – 35 Jahre | 36 – 45 Jahre | 46 – 55 Jahre | 56 – 65 Jahre | ab 66 Jahren |
| ------------- | ------------- | ------------- | ------------- | ------------- | ------------ |
| 70,4 %        | 66,9 %        | 64,2 %        | 54,0 %        | 51,1 %        | 43,0 %       |